# Fuerzas Terrestres de Mongolia
Las Fuerzas Terrestres de Mongolia (mongol: Монгол Улсын Зэвсэгт хүчний Хуурай замын цэрэг, mongol Ulsyn Zevsegt hüchniy Huurai zamyn tsereg) es la fuerza terrestre de las Fuerzas Armadas de Mongolia, formada por partes del antiguo Ejército Popular de Mongolia en 1992. Se conocía como la Fuerza de propósito general de Mongolia (en mongol: Монгол Улсын Ерөнхий Цэргийн Хүчин) hasta 2016.

## Historia
En la actualidad, las fuerzas armadas de Mongolia se han vuelto más compactas y profesionales desde que el servicio militar obligatorio fue reemplazado por la alternativa entre el servicio militar y otro. La fuerza terrestre, un núcleo de las fuerzas armadas, es la fuerza principal para defender el país por medios militares. En tiempos de paz, la fuerza terrestre dirige sus actividades para garantizar la disponibilidad de movilización de las Fuerzas Armadas de Mongolia, brindando entrenamiento militar a la población, formando recursos de personal y organizando el mantenimiento, protección y servicio de equipos militares y reservas de material. Según las características organizativas específicas de las unidades y organizaciones militares, la fuerza terrestre se divide en unidades de combate, en servicio de combate, de entrenamiento, de combate de entrenamiento y de reserva y de servicio.
Como resultado de los procesos de reforma iniciados en 1997, las unidades de las Fuerzas Armadas de Mongolia se reorganizaron en un sistema de brigada-batallón. En tiempos de paz, las subunidades de las brigadas tienen una organización de personal mixto (es decir, de constante preparación para el combate, entrenamiento y fuerza). En 2016, la Fuerza de Propósito General pasó a llamarse Fuerzas Terrestres de las Fuerzas Armadas. En 1997, las Fuerzas Armadas de Mongolia tenían en servicio 650 tanques, 120 vehículos blindados de reconocimiento ligeros, 400 vehículos blindados de combate de infantería, 300 vehículos blindados de transporte de personal, 300 artillería remolcada, 130 lanzacohetes múltiples, 140 morteros y 200 cañones antitanque. Mongolia desplegó sus tropas en operaciones de mantenimiento de la paz en Irak y Afganistán con armas, transporte y equipo del bloque soviético de la década de 1970. Aunque las tropas mongolas son muy hábiles en el uso de estas armas y equipos, no son interoperables con el resto de los miembros de la coalición. Excepto por el equipo de comunicaciones de Harris Corporation proporcionado por los Estados Unidos, Mongolia no tenía otro equipo que fuera interoperable. Del 14 al 18 de enero de 2008, el Jefe del Estado Mayor General de las FAM, el Teniente General Tsevegsuren Togoo, firmó un acuerdo para la adquisición de equipos y vehículos de Rusia por 120 millones de dólares estadounidenses durante su visita oficial a Moscú.

## Estructura
| Lista de unidades de las Fuerzas Terrestres de Mongolia |                              |                                         | |
| Nombre                                                  | Ciudad y región              | Nombre nativo                           | Notas |
| Unidad Militar 013                                      |                              | 013 дугаар анги                         | Conocida como el Comité Especial Federal, fue establecida en 1929 bajo el Ministerio de Defensa. Se estableció con el propósito de servir de enlace con los comités y unidades militares de Khovd, Uliastai, Khentii y Bayantumen del Soum Especial del Ministerio Federal. Históricamente participó en los ejercicios Zorgol, Kherlen-73 y Gobi-77 en cooperación con la Unión Soviética. Además, participó en operaciones de mantenimiento de la paz en Irak, Sierra Leona, Chad, Sudán del Sur y del Norte. En 1936 recibió la Orden de la Estrella Polar. En su 90 aniversario en 2019, recibió la Orden de la Bandera Roja. Lleva el nombre de Rashmaagiin Gavaa. |
| Unidad de Construcción 014                              |                              | Зэвсэгт хүчний барилгын 014-р анги      | |
| Brigada Mecanizada 016                                  | Sergelen cerca de Ulán Bator | Зэвсэгт хүчний механикжсан 016-р бригад | Se ha informado que es la formación más antigua del ejército de Mongolia. La unidad fue establecida en 1923 por orden del general Sukhbaatar como la avanzada de transporte blindado. Desde entonces, se le cambió el nombre por Butochiyn Tsog. En 2012, se amplió a una brigada de tiro motorizado. El general más joven del país, el general de brigada L. Ontsgoibayar, fue designado comandante de la brigada. |
| Regimiento de Construcción 017                          |                              | Зэвсэгт хүчний барилгын 017-р анги      | Lleva el nombre del Mayor General K. Judernamjil, Honorable Constructor de Mongolia. Sirvió como base para las Fuerzas de Construcción e Ingeniería. |
| Unidad militar 029                                      |                              | 029 дугаар анги                         | |
| Unidad militar 032                                      | Ulán Bator                   |                                         | |
| Batallón de Tareas Especiales 084                       |                              | Зэвсэгт хүчний 084-р анги               | |
| Unidad militar 110                                      | Provincia de Orhon           | 110 дугаар анги                         | |
| Unidad militar 119                                      |                              | 119 дугаар анги                         | Es conocido como el Batallón Especial de Defensa Química del Ejército. |
| Unidad militar 123                                      | Provincia de Hovd            | 123 дугаар анги                         | Se formó en 1922. Lleva el nombre del comandante de campo S.Magsarjav. |
| Batallón de Mantenimiento de la Paz 150                 |                              | 150 дүгээр анги                         | En 2010, fue entrenado por marines estadounidenses. |
| Unidad militar 167                                      | Provincia de Ömnögovi        | 167 дугаар анги                         | Es una unidad de artillería. Fue fundada el 7 de agosto de 1973 por orden del Ministro de Defensa Batyn Dorj como parte de la 1.ª Brigada Especial de Fusileros Motorizados del Ejército Popular en Dalanzadgad. Lleva el nombre de Zhamyangiyn Lhagvasuren. |
| Unidad militar 186                                      | Provincia de Orhon           | 186 дугаар анги                         | |
| Unidad militar 323                                      | Provincia de Dornod          | 323 дугаар анги                         | |
| Unidad militar 327                                      | Choibalsan                   | 327 дугаар анги                         | [ 19 ] |
| Batallón de Mantenimiento de la Paz 330                 |                              |                                         | |
| Batallón especial 331                                   |                              |                                         | |
| Unidad militar 337                                      | Nalaikh                      | 337 дугаар анги                         | |
| Unidad de construcción 339                              | Provincia de Bayanhongor     | Зэвсэгт хүчний барилгын 339-р анги      | |
| Batallón de Mantenimiento de la Paz 350                 |                              | 350 дугаар анги                         | |

## Misiones de mantenimiento de la paz

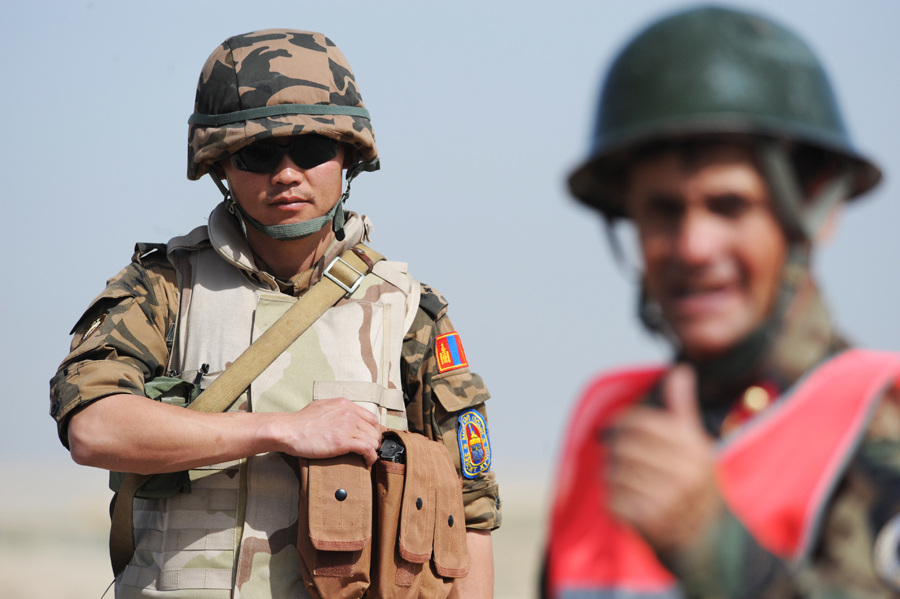
Artilleros del Ejército Nacional Afgano siendo asesorados por soldados de las Fuerzas Terrestres de Mongolia durante un ejercicio de entrenamiento en mayo de 2010 en el Centro de Entrenamiento Militar de Kabul.

Las fuerzas armadas de Mongolia están realizando misiones de mantenimiento de la paz en Sudán del Sur, Sierra Leona, Etiopía, Congo, Eritrea, Sáhara Occidental y Afganistán, y con la Misión de las Naciones Unidas en Liberia. En 2005 y 2006, las tropas mongolas también sirvieron como parte del contingente belga de la KFOR en Kosovo. Desde 2009, las Fuerzas Armadas de Mongolia desplegaron su mayor misión de mantenimiento de la paz en Chad y el gobierno desplegó allí su primera misión de la ONU completamente autosuficiente a mediados de 2011.

## Galería

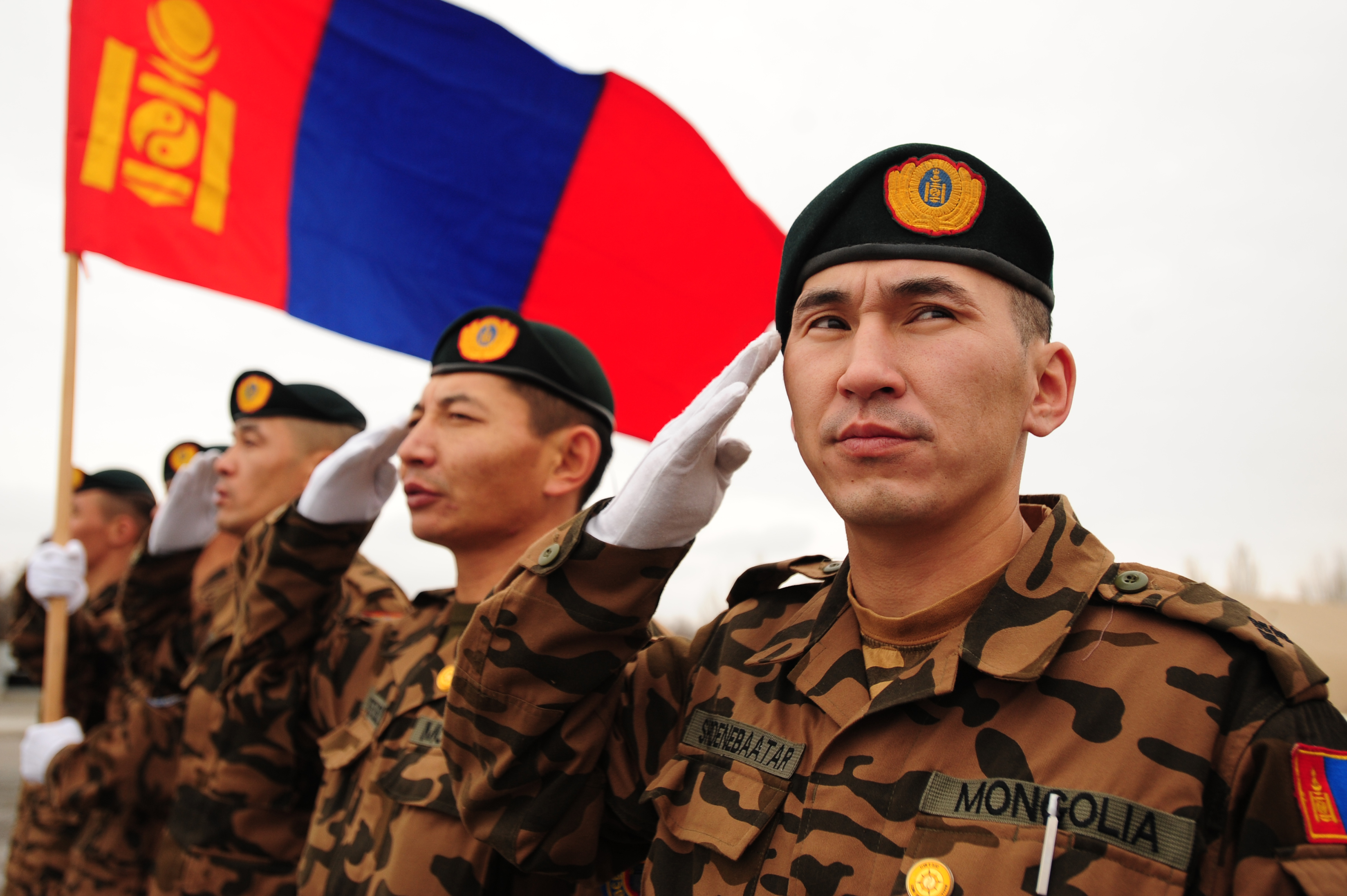
Soldados mongoles saludando mientras ondea la bandera mongola en el Centro de Tránsito de Manas, donde permanecieron durante varios días antes de avanzar hacia Afganistán para apoyar la Operación Libertad Duradera.
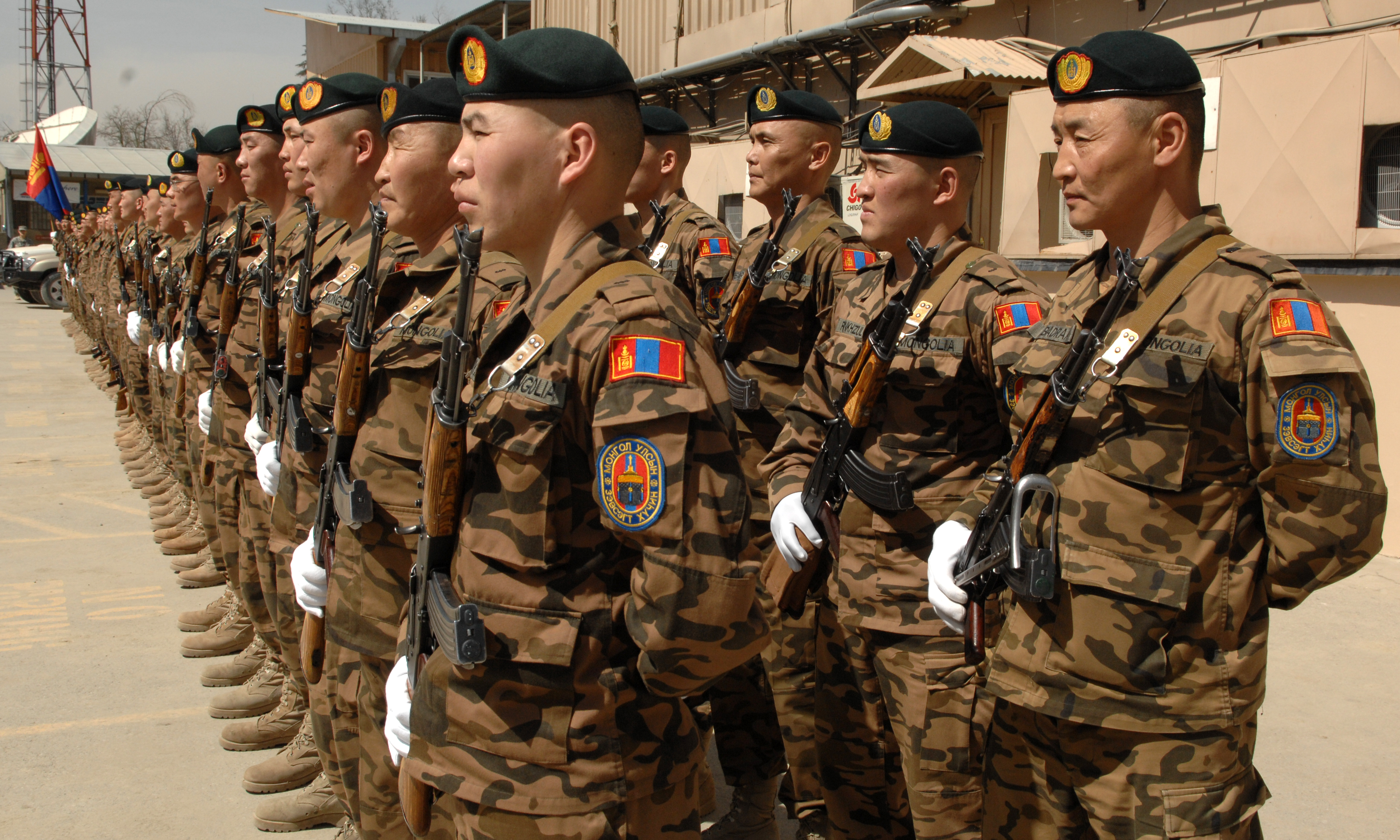
Miembros de las Fuerzas de Tarea Expedicionaria de Mongolia formados para el Día del Ejército de Mongolia en Camp Eggers, Afganistán. El Día del Ejército de Mongolia es un evento anual que se lleva a cabo desde 1921.
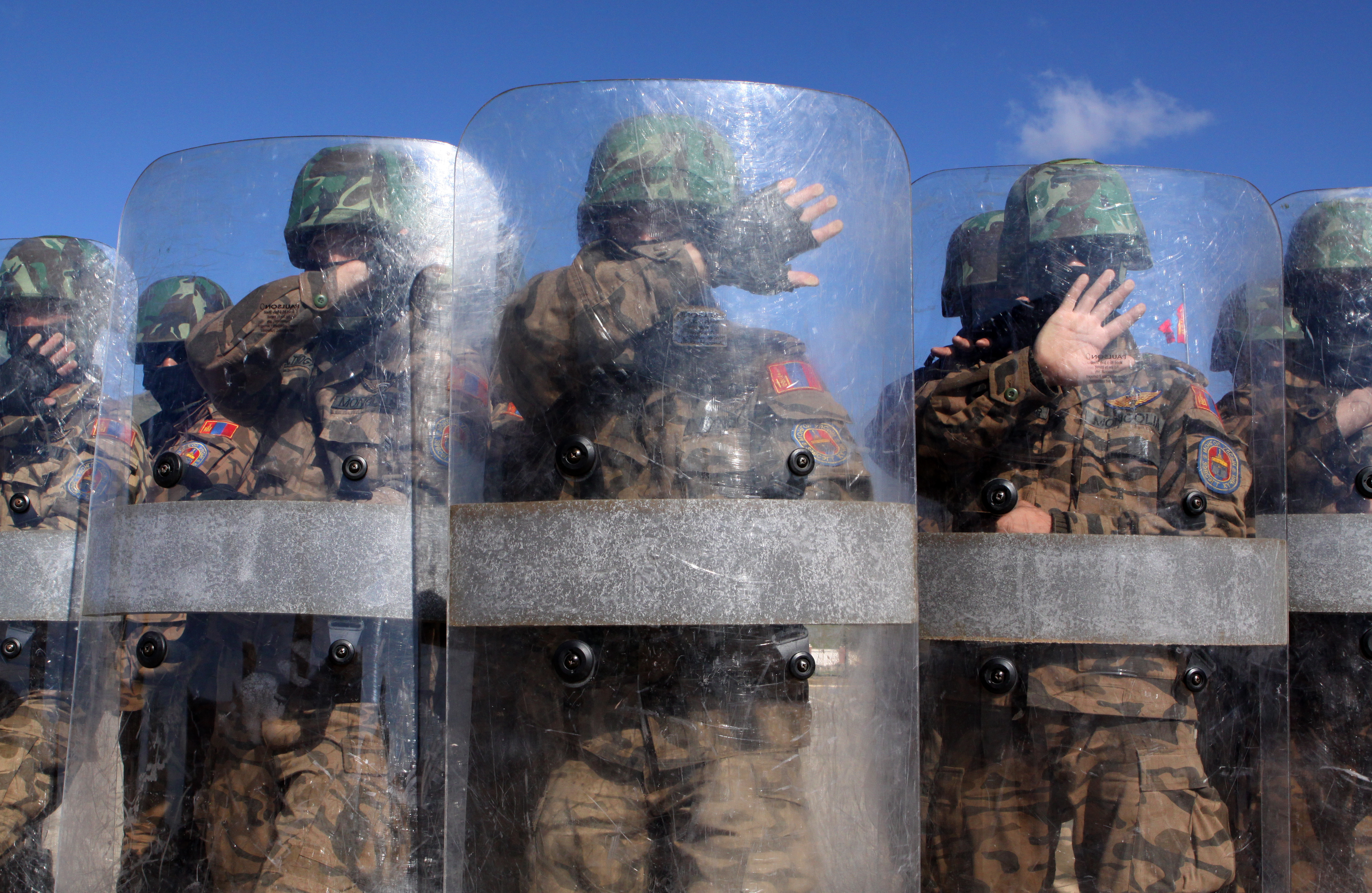
Miembros de las Fuerzas Armadas y las Fuerzas Internas de Mongolia practicando técnicas de control de multitudes como parte del Seminario Ejecutivo sobre Armas No Letales 2010 en el Centro de Entrenamiento 5 Hills, Mongolia, junio de 2010.
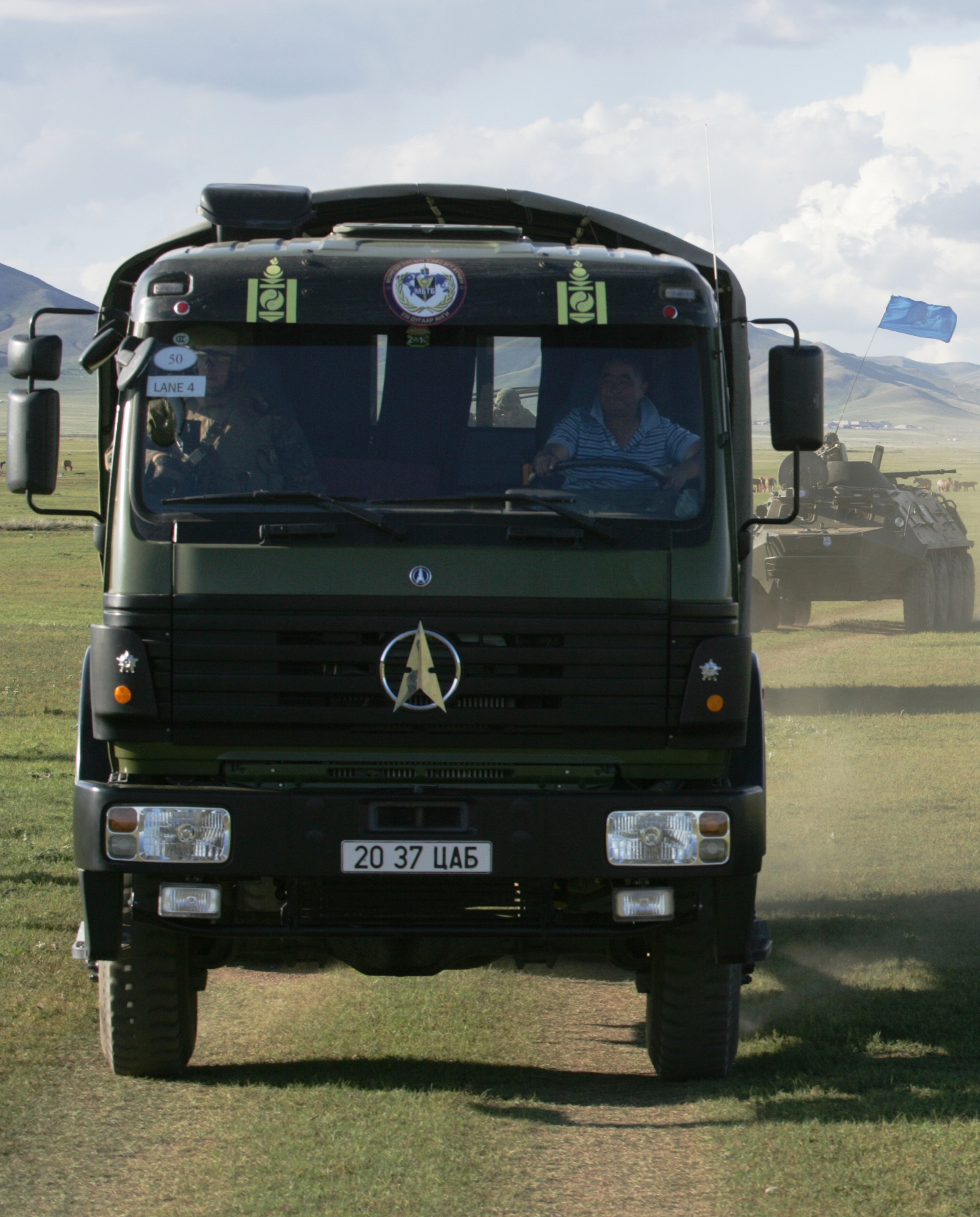
Camión Powerstar de Mongolia en el servicio militar de Mongolia.
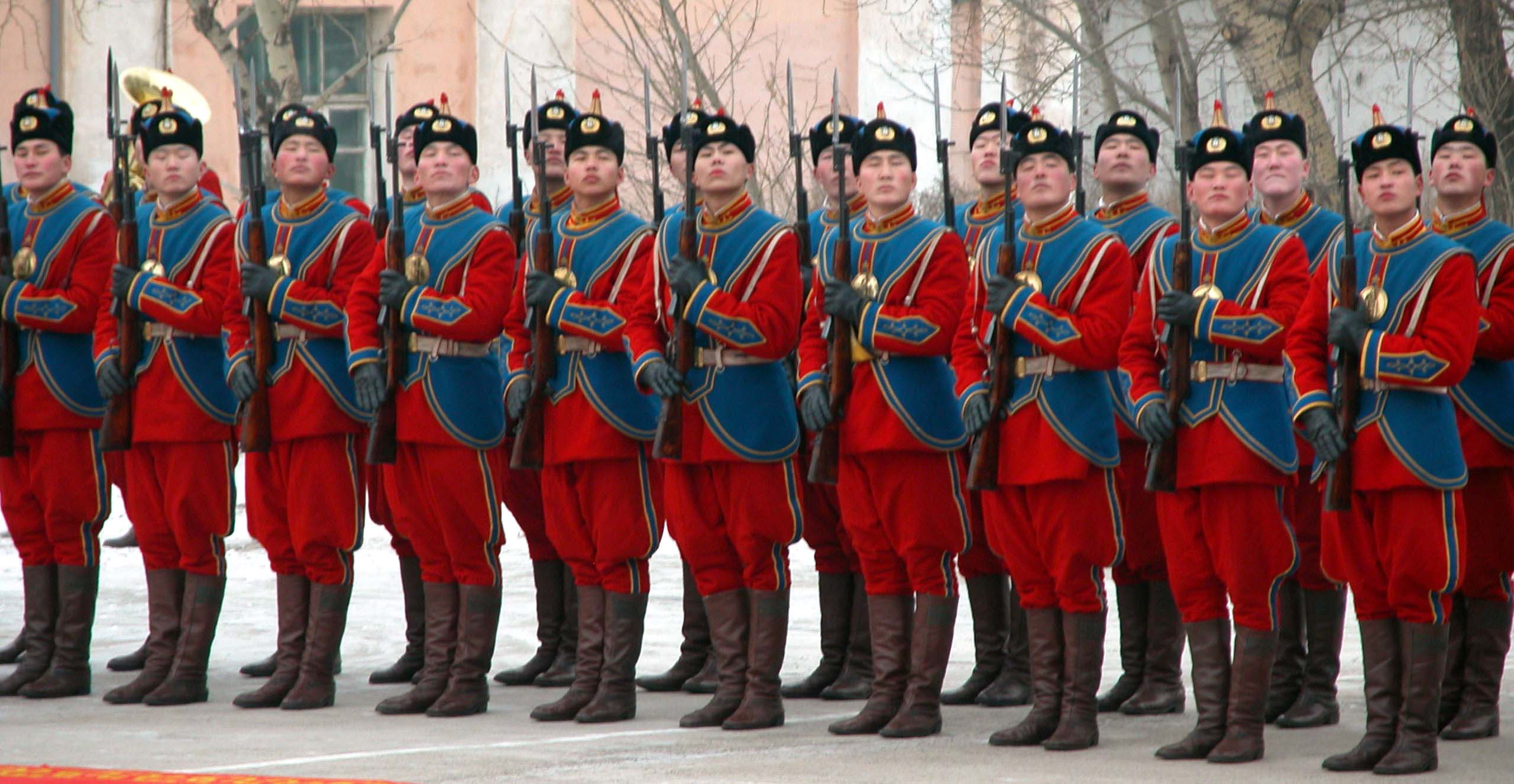
Una guardia de honor saludando durante las ceremonias de bienvenida al General de la Fuerza Aérea Richard B. Myers, quien se convirtió en el primer Jefe del Estado Mayor Conjunto de Estados Unidos en visitar Mongolia, enero de 2004.
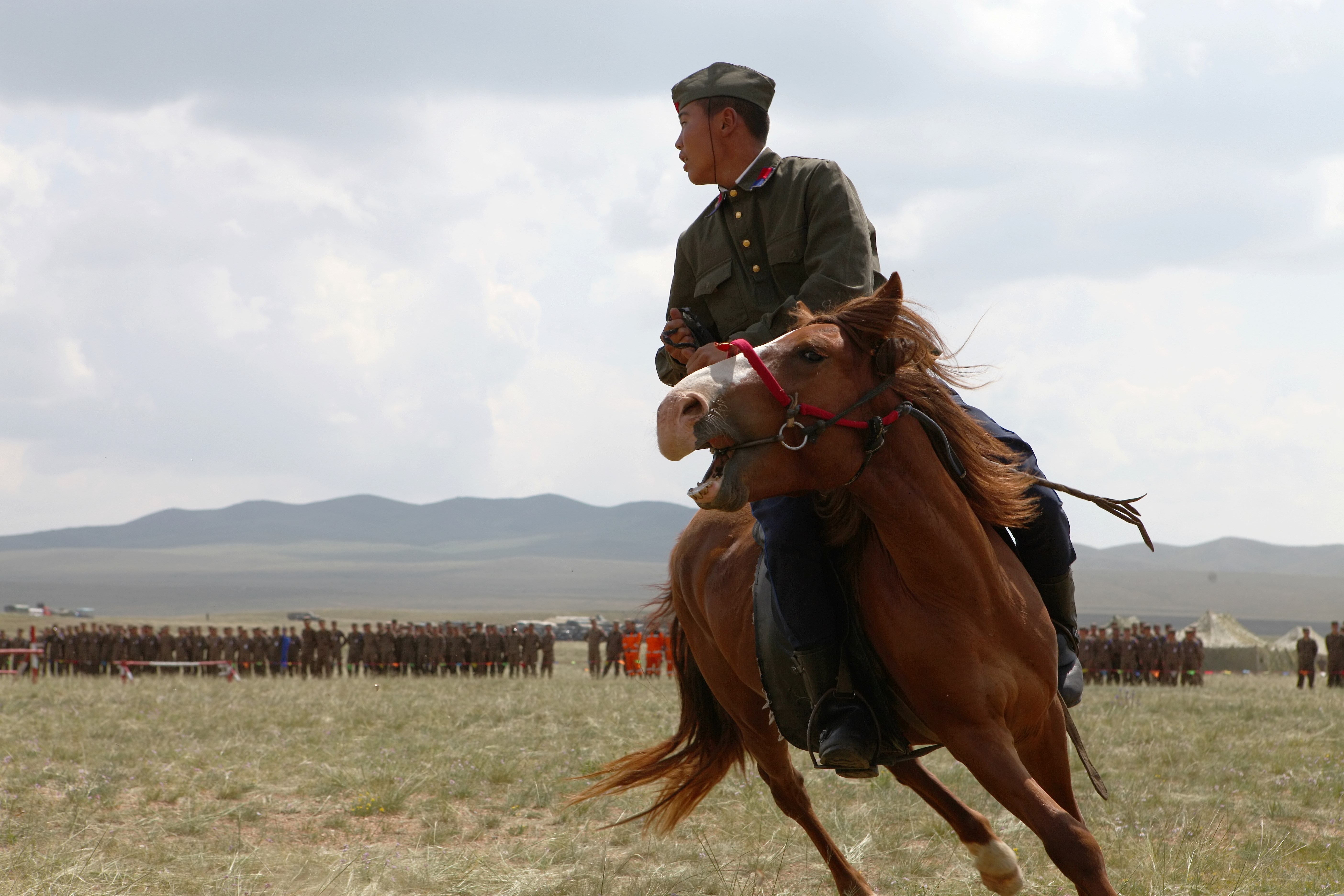
Un soldado mongol actuando durante la ceremonia de apertura del ejercicio Khaan Quest 2013 en el área de entrenamiento de Five Hills en Mongolia, agosto de 2013.